# Eska Rock
Eska Rock – rozgłośnia radiowa działająca w ramach Grupy Radiowej Time, wchodzącej w skład Zjednoczonych Przedsiębiorstw Rozrywkowych. Historia Eski Rock sięga 2004 roku. Od grudnia 2013 stacja nadaje swój program lokalnie w Warszawie, na częstotliwości 93,3 MHz, a od 2 lipca 2024 roku również ponadregionalnie na byłych częstotliwościach radia Muzo.fm.
Na antenie Eski Rock można usłyszeć przekrój tego gatunku – od "klasyków" po najnowsze utwory zajmujące wysokie pozycje na światowych listach przebojów, z kręgu modern rocka, indie rocka czy rocka alternatywnego. Siedziba Eski Rock mieści się w Warszawie przy ul. Jubilerskiej 10. Do 2010 roku radio zajmowało pomieszczenia Pałacu Prymasowskiego przy ulicy Senatorskiej 13/15, skąd program transmitowany był na całą Polskę.

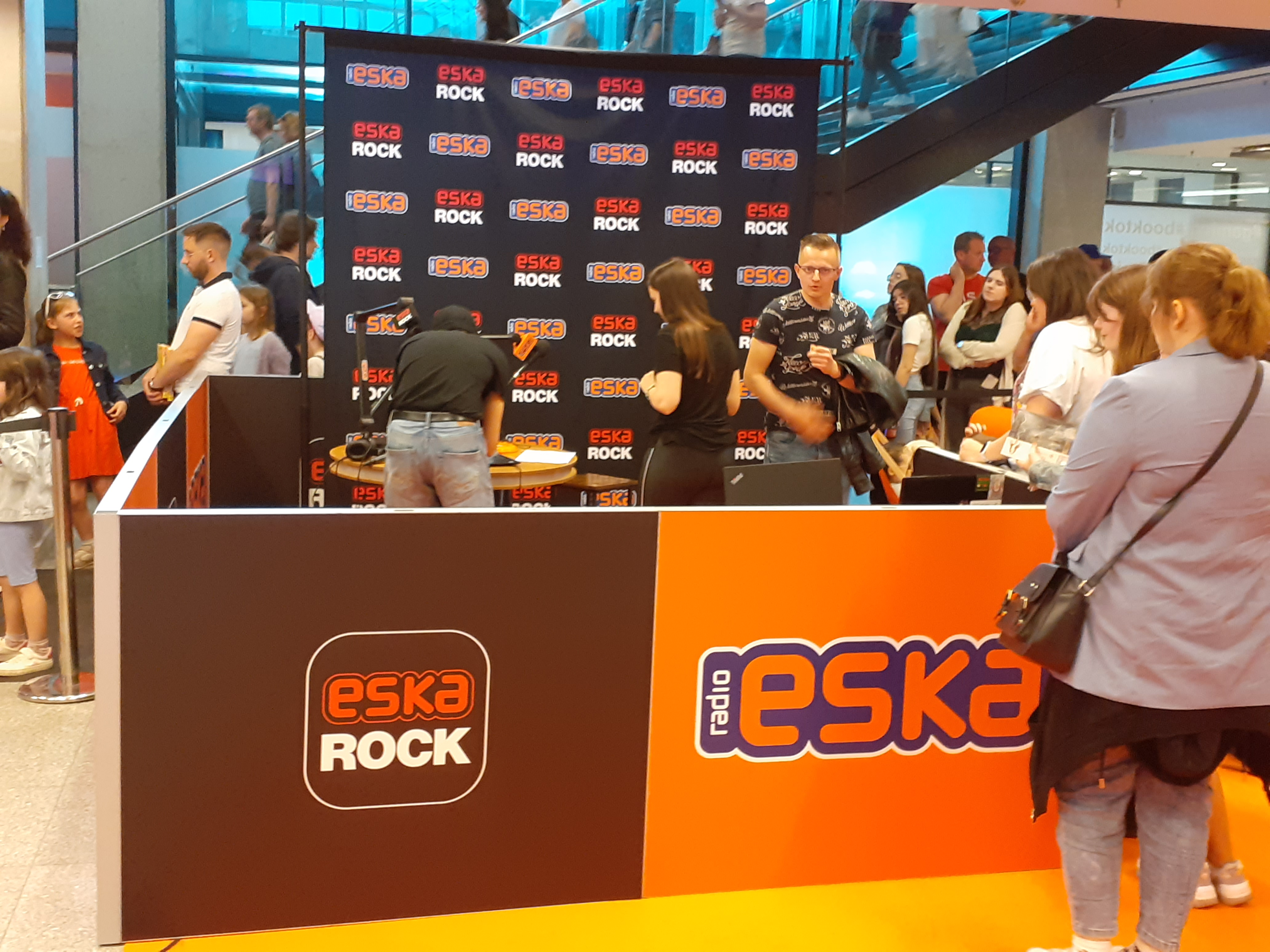
Stoisko Eski Rock na Targach Książki w Warszawie (2023)

## Historia
Eska Rock rozpoczęła nadawanie 22 listopada 2004 roku jako lokalna stacja w Poznaniu. Kolejne dwie rozgłośnie – w Łodzi i Warszawie – uruchomiono 5 września 2005. Czwarta, w Krakowie, ruszyła 20 marca 2006.
Od 2 czerwca 2008 do 2 grudnia 2013 Eska Rock funkcjonowała jako rozgłośnia o zasięgu ponadregionalnym, nadająca w 18 miastach Polski. Plan zwiększenia zasięgu Eski Rock poprzez przekazanie jej dotychczasowych częstotliwości ponadregionalnego Radia Wawa ogłoszony został przez Grupę Time w grudniu 2007 roku. 8 kwietnia 2008 roku Krajowa Rada Radiofonii i Telewizji wyraziła zgodę na zmianę nazwy programu nadawanego przez spółkę WAWA S.A. z "Radio WAWA" na "Eska Rock". Zamiana sieci Radia WAWA i Eski Rock nastąpiła 2 czerwca kilkanaście minut po północy. Radio WAWA stało się wówczas rozgłośnią lokalną dostępną wyłącznie w Warszawie i Łodzi. W Krakowie, gdzie Eska Rock przeniosła się na 107,0 MHz, na jej dotychczasowej częstotliwości (100,5 MHz) do 28 kwietnia 2009 nadawało akademickie Radio Luzzz FM.
2 grudnia 2013 roku na dotychczasowych częstotliwościach Eski Rock uruchomiona została ponadregionalna rozgłośnia Vox FM, która jednocześnie zmieniła format z oldies na disco. Eska Rock nadawała od tej pory do lipca 2024 roku wyłącznie w Warszawie na częstotliwości 93,3 MHz (dawna częstotliwość Vox FM i Plusa). Część osób związanych z Eską Rock przeszła następnie do nowo utworzonego w październiku 2014 roku radia Muzo.fm.
27 marca 2024 roku Grupa Radiowa Time przejęła ponadregionalną stację Muzo.fm i postanowiła o zastąpieniu jej Eską Rock poprzez wystąpienie do KRRiT o zmianę nazwy rozgłośni z Muzo.fm na Eska Rock. Jednocześnie złożono wniosek o zmianę nazwy warszawskiej stacji na Eska Rock Warszawa. Obydwa wnioski zostały zaakceptowane. Stacja oficjalnie rozpoczęła nadawanie na częstotliwościach radia Muzo.fm 2 lipca 2024.

## Słuchalność
Według badania Radio Track (wykonane przez Millward Brown SMG/KRC) udział Eski Rock pod względem słuchania w okresie listopad 2024-styczeń 2025 w grupie wiekowej 15-75 lat w Polsce wyniósł 0,5 proc., dając tej stacji 20. miejsce w rankingu słuchalności radia w Polsce.
Z kolei według tego samego badania udział Eski Rock w okresie sierpień 2024-styczeń 2025 w poszczególnych miastach wyniósł kolejno:
- w Bydgoszczy: 7,3% (5. miejsce w rankingu słuchalności radia w Bydgoszczy);
- w Kielcach: 1,6% (15. miejsce w rankingu słuchalności radia w Kielcach);
- w Krakowie: 1,2% (18. miejsce w rankingu słuchalności radia w Krakowie);
- w Łodzi: 2,7% (14. miejsce w rankingu słuchalności radia w Łodzi);
- w Olsztynie: 2,7% (9. miejsce w rankingu słuchalności radia w Olsztynie);
- w Poznaniu: 2,4% (11. miejsce w rankingu słuchalności radia w Poznaniu);
- w Trójmieście: 1,8% (16. miejsce w rankingu słuchalności radia w Trójmieście);
- w Warszawie: 2,8% dla Eski Rock Warszawa i 1% dla ponadregionalnej Eski Rock (14. i 24. miejsce w rankingu słuchalności radia w Warszawie);
- we Wrocławiu: 3,2% (12. miejsce w rankingu słuchalności radia we Wrocławiu).

## Częstotliwości
Obecnie:
- Częstotliwości analogowe (pasmo UKF):
  - Warszawa – 93,3 MHz (jako Eska Rock Warszawa), 102 MHz
  - Kraków - 104,9 MHz
  - Gdańsk - 93,9 MHz
  - Łódź - 102,3 MHz
  - Poznań - 93,9 MHz
  - Wrocław - 103,7 MHz
  - Kielce - 92,9 MHz
  - Olsztyn - 92,4 MHz
  - Bydgoszcz - 90,5 MHz
- Częstotliwości cyfrowe (technologia DAB+):
  - Częstochowa - kanał 12D / 229,072 MHz
  - Gdańsk - kanał 5C / 178,532 MHz
  - Katowice - kanał 10B / 211,648 MHz, kanał 12C / 227,36 MHz
  - Poznań - kanał 5C / 178,532 MHz
  - Rzeszów - kanał 9B / 204,64 MHz
  - Toruń - kanał 6C / 185,36 MHz
  - Warszawa - kanał 10B / 211,648 MHz
  - Wrocław - kanał 12B / 225,648 MHz

Do 1 grudnia 2013:
- Białystok – 88,6 MHz
- Gdańsk – 104,4 MHz
- Gdynia – 105,6 MHz
- Katowice – 95,5 MHz
- Kielce – 95,5 MHz
- Koszalin – 95,4 MHz
- Kraków – 107,0 MHz
- Lublin – 106,1 MHz
- Łódź – 97,9 MHz
- Olsztyn – 94,7 MHz
- Płock – 90,4 MHz
- Poznań – 107,4 MHz (stacja lokalna)
- Rzeszów – 97,1 MHz
- Szczecin – 95,7 MHz
- Siedlce – 91,3 MHz
- Warszawa – 104,4 MHz
- Wrocław – 101,5 MHz
- Zielona Góra – 95,3 MHz
- Kalnica – 87,6 MHz[16] (nadajnik nie został uruchomiony)

Eski Rock można też słuchać przez Internet. Dawniej była ona dostępna w ramach czwartego multipleksu naziemnej telewizji cyfrowej, z którego została usunięta 11 lipca 2024.

## Kierownictwo
opracowano na podst. materiału źródłowego
Dyrektor programowy
- Zbigniew Frączek

Dyrektor muzyczny
- Zbigniew Frączek

Dyrektor promocji
- Marta Niedzielska

Sekretarz redakcji
- b.d.

## Niektóre nadawane audycje
opracowano na podstawie materiału źródłowego
- "6 na 9" – Konrad Olszewski, Wojtek Góralski i Joanna Zientarska
- "Kultowe kawałki, kultowe historie" – Jarosław Sobierajewicz
- "Dobrze rockuje" – Michał Cieślik
- "Kolumna Zygmunta" – Dawid Zygmunt
- "Radar" – Łukasz Szaciłowski
- "Playlista osobista" – Michał Cieślik
- "To był dobry rock" – Jarosław Sobierajewicz
- "Człowiek z metalu" – Krzysztof Sokołowski
- "Kawałki mojego życia"  – Wojciech Góralski
- "Dobrze rockuje weekend" – Jarosław Sobierajewicz i Michał Cieślik
- "Dobre flow" – Hirek Wrona
- "Strefa gastro" – Paweł Loroch
- "Garaż" – Adam Kornacki i Wiktor Brzozowski (stacja na razie zawiesiła to pasmo z ramówki z powodu zarzutów Adama Kornackiego)[33]
- "Mellina" – Marcin Meller
- "Drogowskazy" – Aleksandra Galant i Michał Poklękowski
- "Sportowy alfabet" – Jarema Jamrożek i Przemysław Ofiara
- "Porachunki osobiste" – Konrad Olszewski

## Byli ludzie Eski Rock
- Marcin Bisiorek

Pełnił obowiązki dyrektora programowego od 1 grudnia 2008 do 21 listopada 2013 roku.
W ramach pasma "Mocna Strefa" prowadził swoją autorską audycję "Poduszkowiec". W każdy poniedziałek w godzinach 21:00-23:00.
W weekendy prowadził audycję "Gramy Co Chcemy Weekend".
- Dariusz Król

Pełnił obowiązki dyrektora muzycznego.
Prowadził pasmo "Gramy Co Chcemy".
- Arkadiusz Frąckowiak

Przygotowywał pasmo "Gracie Co Chcecie". Od poniedziałku do piątku w godzinach 23:00-00:00. Pełnił obowiązki dyrektora programowego od 21 listopada 2013 do 18 lipca 2014 roku.
- Kamil Olszewski

Prowadził pasmo "Poranna Rozgrzewka". Od poniedziałku do piątku w godzinach 06:00-08:00.
Był producentem programów "Poranny WF", Zwolnienie z WF, Śniadanie Mistrzów oraz pomysłodawcą i pierwszym prowadzącym "W Ciężkim Stanie" (w ramach pasma "Mocna Strefa").
- Radosław Nałęcz

Prowadził pasmo "Poranna Rozgrzewka". Od poniedziałku do piątku w godzinach 06:30-10:00.
W weekendy prowadził pasmo "Gramy Co Chcemy Weekend".
W każdą niedzielę prowadził audycję "Socjal" w godzinach 17:00-19:00. Pełnił także funkcję dyrektora promocji.
- Michał Figurski

Współprowadził z Kubą Wojewódzkim "Poranny WF".
- Kuba Wojewódzki

Współprowadził "Poranny WF" z Michałem Figurskim i "Zwolnienie z WF-u" z Agnieszką Woźniak-Starak, Bartoszem Węglarczykiem, Maciejem Stuhrem i Czesławem Mozilem.
- Agnieszka Woźniak-Starak

Współprowadziła z Kubą Wojewódzkim "Zwolnienie z WF-u".
- Maciej Stuhr

Współprowadził z Kubą Wojewódzkim "Zwolnienie z WF-u".
- Bartosz Węglarczyk

Współprowadził z Kubą Wojewódzkim "Zwolnienie z WF-u".
- Czesław Mozil

Współprowadził z Kubą Wojewódzkim "Zwolnienie z WF-u".
- Idalia Tomczak

Prowadziła audycję "Radar". Od poniedziałku do piątku w godzinach 16:00-19:00.
- Robert Zawieja

Prowadził audycję "NRD – Najlepsza Rockowa Dwudziestka". Od poniedziałku do soboty w godzinach 19:00-21:00.
W ramach pasma "Mocna Strefa" prowadził także swoją autorską audycję "Sanatorium" w godzina 21:00-23:00 Pełnił także funkcję dyrektora muzycznego
- Anna Nowaczyk

Do 1 maja 2014 roku pełniła obowiązki sekretarza redakcji. Współprowadziła audycję "NRD – Najlepsza Rockowa Dwudziestka" od poniedziałku do soboty w godzinach 19:00-21:00.
W ramach pasma "Mocna Strefa" prowadziła swoją autorską audycję "Na Fali", w każdy czwartek w godzinach 21:00-23:00.
- Jarosław Wendrowski

Prowadził pasmo "Gramy Co Chcemy" od poniedziałku do piątku w godzinach 13:00-16:00.
W weekendy prowadził pasmo "Gramy Co Chcemy Weekend".
- Mariusz Jankowski

Pełnił obowiązki dyrektora promocji.
W ramach pasma "Mocna Strefa" prowadził swoją autorską audycję "MiSie Podoba". W każdą środę w godzinach 21:00-23:00.
- Jerzy Owsiak

Prowadził autorską audycję "Dźwiękoszczelny Magazyn Jurka Owsiaka".
- Dominik Kicun.

Był wydawcą audycji "Radar"
- Maciej Długosz

Był producentem.
- Paweł Kostrzewa – pełnił od czerwca 2008 roku funkcję dyrektora programowego Eski Rock, odszedł ze stacji w grudniu 2008 roku[34].
- Agnieszka Szkuta – współprowadziła poranne pasmo "@ktywacja" wspólnie z Wiktorem Brzozowskim, który odszedł do radia ESKA i Wojciechem Góralskim, prowadziła audycję autorską "Szkuta mówi", odeszła ze stacji na przełomie stycznia i lutego 2025[35][36].

- Mikołaj Kujawiński – prowadził wieczorne pasmo "Radar" i pełnił funkcję sekretarza redakcji od stycznia 2022[24], odszedł na przełomie stycznia i lutego 2025[36].
- Aleksandra Jakubowska - prowadziła pasmo prezenterskie w godzinach 12:00-15:00 i pełniła funkcję jej dyrektora muzycznego od września 2020 roku, odeszła ze stacji w czerwcu 2025[25].
- Wiktor Brzozowski - współprowadził pasmo poranne "@ktywacja" m.in. z Agnieszką Szkutą, Konradem Olszewskim i Wojciechem Góralskim i program "Garaż" z Adamem Kornackim, odszedł ze stacji w sierpniu 2025 roku. Obecnie współprowadzi poranne pasmo w Radiu Eska z Kamilą Ryciak i Krzysztofem "Jankesem" Jankowskim[37].